# Cratere Brianchon
Brianchon è un grande cratere lunare di 137,26 km situato nella parte nord-occidentale della faccia visibile della Luna.
Il cratere è dedicato al matematico francese Charles Julien Brianchon.

## Crateri correlati
Alcuni crateri minori situati in prossimità di Brianchon sono convenzionalmente identificati, sulle mappe lunari, attraverso una lettera associata al nome.
| Brianchon | Coordinate            | Diametro (in km) |
| --------- | --------------------- | ---------------- |
| A         | 76°48′36″N 87°17′24″W | 49,2             |
| B         | 72°09′00″N 89°10′48″W | 31,9             |
| T         | 75°16′48″N 99°18′36″W | 29,25            |